# Henrigirardia wienini
Henrigirardia wienini is een slakkensoort uit de familie van de Moitessieriidae. De wetenschappelijke naam van de soort is voor het eerst geldig gepubliceerd in 2001 door Girardi.